# Leon Ter-Oganian
Leon Ter-Oganian (ur. 1910 w Sankt Petersburgu, zm. 12 lutego 2002 w Warszawie) – poliglota, zesłaniec syberyjski, działacz społeczności ormiańskiej w Polsce, członek ONR.

## Życiorys
Był synem Ormianina i Rosjanki. Do Polski przybył w 1922. W Warszawie w 1929 zdał maturę w ewangelickim gimnazjum Edwarda Rontalera i podjął studia na Wydziale Elektrycznym Politechniki Warszawskiej. Na początku lat 30. przebywał w USA (studia w New York City College 1930-1932). Ostatecznie wrócił do Polski, gdzie w 1935 ukończył Szkołę Główną Handlową. Rok później oddał amerykański paszport, przyjmując polskie obywatelstwo. Obracał się w środowisku narodowych radykałów, przyjmując członkostwo w ONR. Służył w Szkole Podchorążych Rezerwy Artylerii we Włodzimierzu Wołyńskim (1936-1937).
Przebywając na Litwie został 14 czerwca 1941 aresztowany i zesłany do łagru na Syberię. Do Polski powrócił jako żołnierz LWP, a w 1945 został zdemobilizowany. W 1951 uzyskał tytuł magistra filologii angielskiej. Pracował w Katedrze Anglistyki UW.
W 1981 utworzył przy warszawskim oddziale Polskiego Towarzystwa Ludoznawczego Koło Zainteresowań Kulturą Ormian. Był również współzałożycielem Towarzystwa Przyjaźni Polsko-Islandzkiej, pełniąc w nim kolejno funkcje: sekretarza (1959-1974), wiceprezesa i prezesa (1986-1993). Jako student był korporantem Korporacji „Varsovia“. W latach 90. XX w. pomagał w reaktywacji korporacji. Pochowany na cmentarzu Powązkowskim w Warszawie (kwatera 92-2-23)
Od 1938 był mężem Haliny Jabłońskiej, z którą się rozwiódł w 1948.

## Odznaczenia[4]
- Krzyż Kawalerski Orderu Sokoła (1983)
- Krzyż Oficerski Orderu Odrodzenia Polski